# L. Nagy Attila
L. Nagy Attila (Győr, 1996. július 2. –) magyar színész, bábművész.

## Életpályája
Mosonmagyaróváron nőtt fel. Általános- és középiskolába is táncolt. A győri Révai Miklós Gimnáziumban érettségizett, ezután a Nemes Nagy Ágnes Szakközépiskolában tanult. 2017-2022 között a Színház- és Filmművészeti Egyetem bábszínész szakán tanult. 2022-től a Budapest Bábszínház tagja. Rendszeresen szinkronizál is.

## Színházi szerepei

### Budapest Bábszínház
- Hamupipőke (Fülöp herceg)
- Helló, Héraklész! (Perszeusz, Zeusz kísérője)
- A Szerb Antal-kód avagy a Pendragon legenda (Havasréti Benno, Havasréti unokája; Malakius testvér, alkimista)
- Babaróka
- Frankenstein (A Kreatúra)
- Anima
- Holdbeli csónakos (Holdbeli csónakos)
- Az utolsó bárány (Utolsó bárány)